# Allerheiligen (Delmenhorst)
Die römisch-katholische Kirche Allerheiligen in Delmenhorst-Deichhorst, Wildeshauserstraße 23, wurde 1963/64 gebaut. Sie war bis 1971 auch die erste katholische Garnisonskirche.
Sie gehört zum Dekanat Delmenhorst im Bischöflich Münsterschen Offizialat des Bistums Münster.

## Geschichte

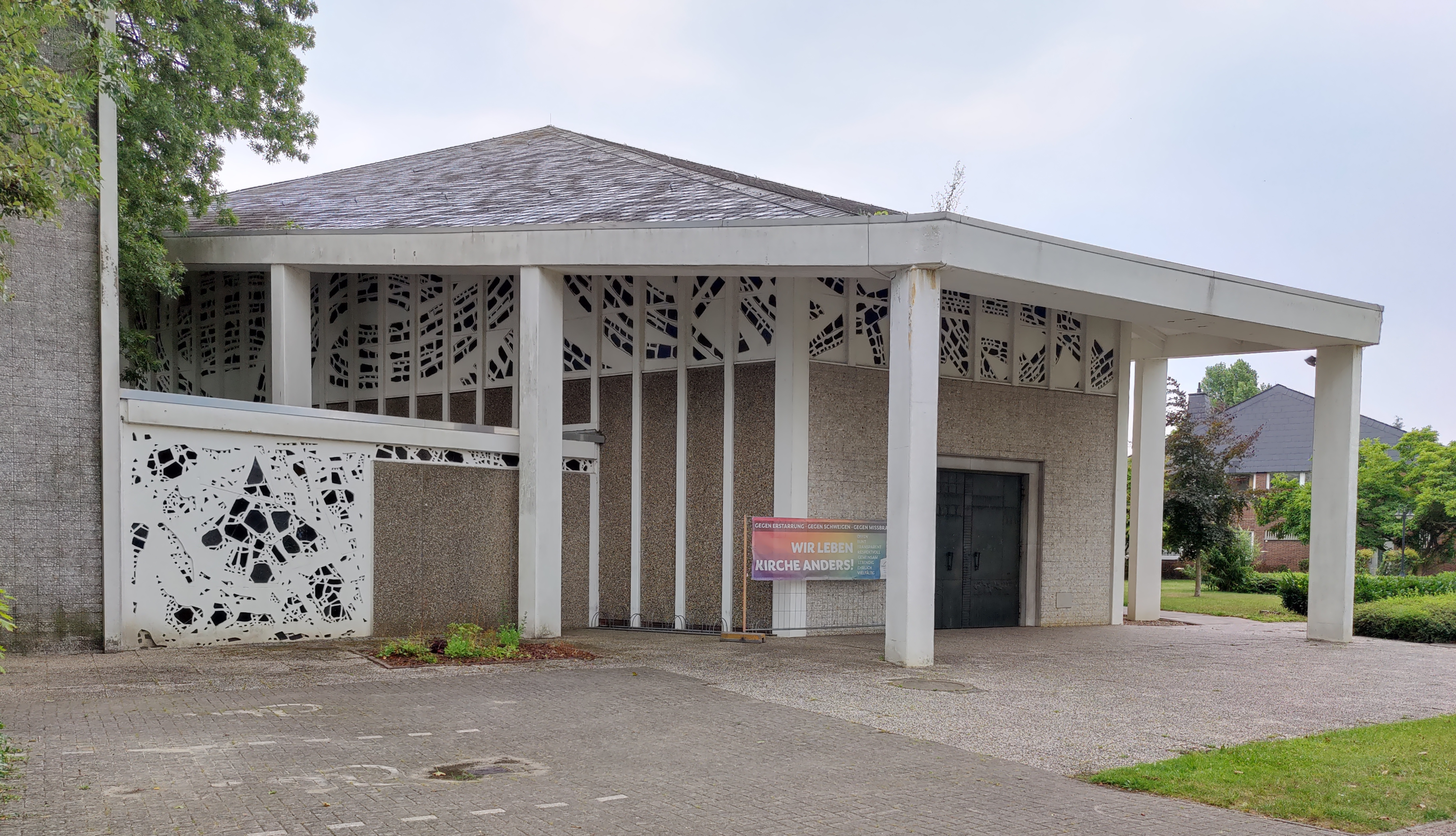
Eingang

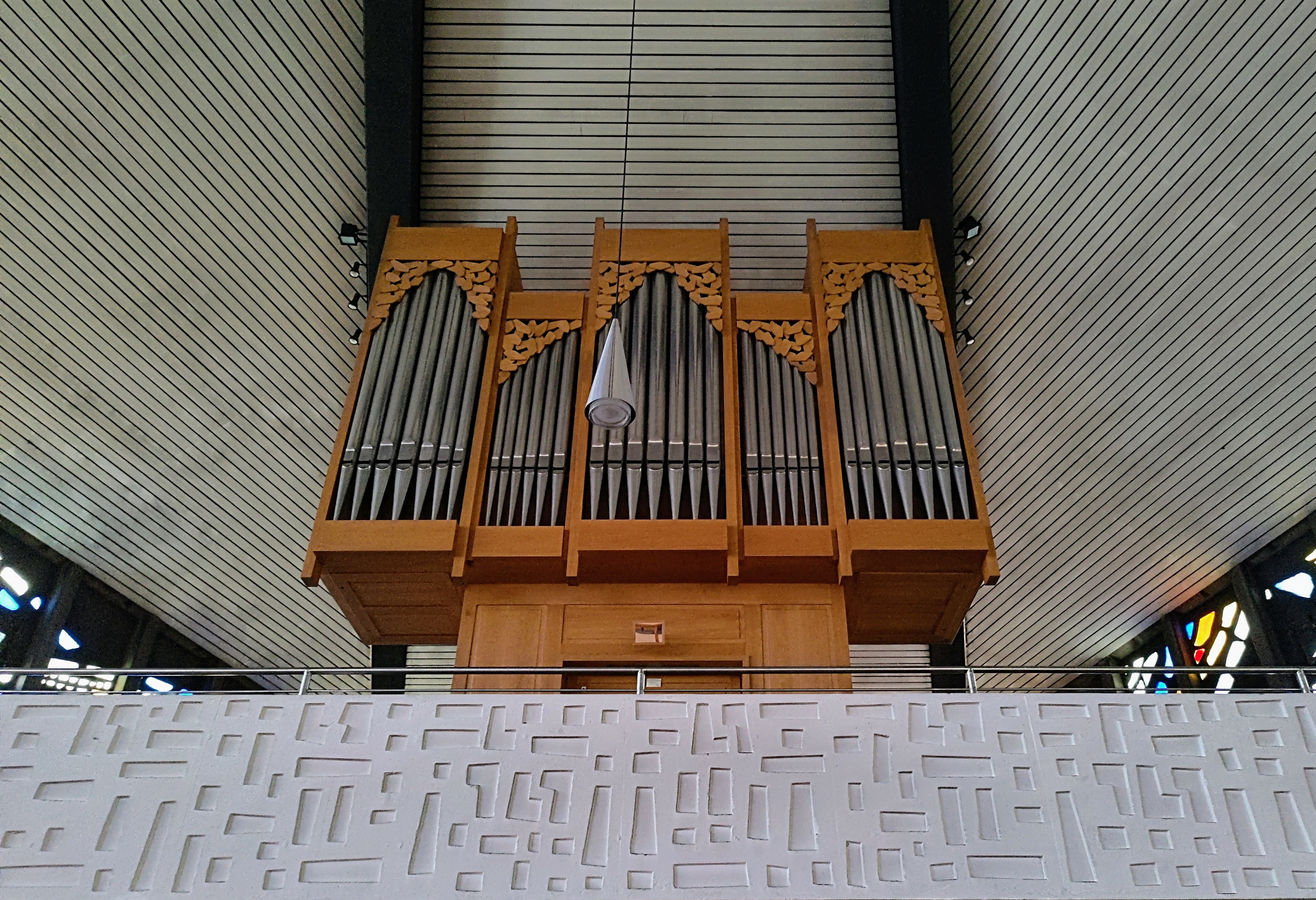
Orgel

Die Hallenkirche wurde 1963/64 nach Plänen von Ewald Bruns (Delmenhorst) bewusst in der Nähe zur Caspari-Kaserne gebaut. In den 1960/70er Jahren wurden Garnisonskirchen auch durch Fördergelder seitens des Bundes unterstützt. Sie besteht aus
- dem Kirchensaal in Rhombusform für 450 Plätze mit einem geschwungenen Zeltdach, dem breiten oberen bunten Fensterband sowie der westlichen Empore mit einer Orgel
- der zum Kirchensaal offenen Taufkapelle
- dem daran anschließenden rechteckigen seitlichen dominanten 35 Meter hohen Westturm aus Sichtbeton mit einem oben offenen Bereich für die drei Glocken aus der Gießerei in Bremen-Hemelingen
- der südlichen Sakristei
- dem daran anschließenden Jugendraum
- dem zweigeschossigen Pfarrhaus mit zwei Wohnungen für Gemeindepfarrer und Militärseelsorger, die aber vom Küster bezogen wurde.

1966 entstand in Delmenhorst die zweite Garnisonskirche St. Ansgar in Adelheide in der Nähe der Lilienthalkaserne. Die Militärseelsorge der Bundeswehr verlagerte sich nach Adelheide und endete im Juni 1967 im Bezirk Allerheiligen.
Eine erste kleine Orgel stammte von Alfred Führer (Wilhelmshaven). Die heutige Romanus-Seifert-Orgel (II/P/22) von 1986 befindet sich auf der Empore und hat 9 Register im Hauptwerk (Tonumfang C–g³), 8 Register im Schwellwerk (C–g³) und 5 Register im Pedal (C–f¹).
Benannt wurde die Kirche nach Allerheiligen, ein christliches Fest, an dem aller Heiligen gedacht wird.

## Kirchengemeinde
Die Seelsorge ging ab Juni 1967 in die alleinige Verantwortung der Zivilgemeinde über. Der erste Pfarrrektor war vermehrt und ab 1971 ausschließlich als Religionslehrer der beiden Gymnasien in Delmenhorst tätig. Ein neuer Pfarrer übernahm die Seelsorge. Von 1976 bis 2006 war Allerheiligen eine eigenständige Pfarrei und ab 2006 ist sie eine Filialkirche der katholischen Kirchengemeinde St. Marien, Louisenstraße 30.